# Víctor Sánchez Mata
Víctor Sánchez Mata (Terrassa, 1987. szeptember 8. –) spanyol labdarúgó.

## Pályafutása
Víctor Sánchez 2005. július 25-én érkezett az FC Barcelona csapatához. A 2006-07-es szezonban az FC Barcelona C csapatában játszott, 36 mérkőzésen szerepelt és 7 gólt lőtt. A következő szezonban a "B" csapatba került a Segunda Division B-ben 29 mérkőzésen 2-szer volt eredményes.
Víctor Sánchez az FC Barcelona felnőttcsapatában a CD Alcoyano ellen mutatkozott be egy spanyolkupa-mérkőzésen 2008. január 2-án (20 évesen és 116 naposan). A spanyol labdarúgó-bajnokságban 2008. március 18-án debütált az UD Almería ellen.

## Sikerei, díjai
- Barcelona
  - Spanyol bajnok: 2008–09
  - Spanyolkupa-győztes: 2008–09
  - Bajnokok Ligája-győztes: 2008–09

## Fordítás
- Ez a szócikk részben vagy egészben a  Víctor Sánchez Mata című angol Wikipédia-szócikk fordításán alapul.  Az eredeti cikk szerkesztőit annak laptörténete sorolja fel. Ez a jelzés csupán a megfogalmazás eredetét és a szerzői jogokat jelzi, nem szolgál a cikkben szereplő információk forrásmegjelöléseként.